# WorldView-2
WorldView-2はDigitalGlobe社が保有する商用地球観測衛星。
2009年10月8日にデルタ IIロケットにより打ち上げられ、2001年のクイックバード、2007年のWorldView-1に続き、DigitalGlobe社が保有する3機目の衛星となった。
クイックバードと比較して分解能が上がっただけでなく、観測波長もクイックバードの4バンド（Blue、Green、Red、NIR1）に、新たな4バンド（Coastal、Yellow、Red Edge、NIR2）を加えた合計8バンドのマルチスペクトルセンサを搭載している。WorldView-1を上回る口径110cmの大型望遠鏡を搭載し、地上分解能は衛星直下でパンクロマチック0.46m、マルチスペクトル1.84m。観測幅は17.7kmで1日あたりの撮影能力は97.5万km2に達し、平均1.1日で同一地点の再撮影が可能である。主契約社はボール・エアロスペース&テクノロジーズ、ペイロードである光学センサーはITTコーポレーション宇宙システム事業部が担当した。